# HC Kriens
El HC Kriens-Luzern es un equipo de balonmano de la localidad suiza de Kriens. Actualmente milita en la Nationalliga A.

## Palmarés
- Copa de Suiza de balonmano (1): 2023

## Plantilla 2024-25
|  | Porteros - 01 Sven Näf - 16 Kevin Bonnefoi Extremos izquierdos - 21 Ramon Schlumpf - 27 On Langenick Extremos derechos - 14 Gino Steenaerts - 57 Ammar Idrizi Pivots - 13 Finley Röttges - 22 Marin Šipić - 23 Gino Delchiappo | Laterales izquierdos - 11 Radojica Čepić Centrales - 08 Luca Sigrist - 09 Valentin Wolfisberg - 15 Moritz Oertli - 25 Jonas Schelker - 39 Sandro Obranovic Laterales derechos - 06 Dimitrij Küttel - 10 Miloš Orbović |